# Rula Ghaníová
Rula F. Sádahová Ghaníová (afghánské jméno: Bibi Gul; * 1948, Libanon) je bývalá první dáma Afghánistánu a manželka bývalého prezidenta Afghánistánu Ašrafa Ghaního.
V roce 2015 byl Rula Ghaníová časopisem Time nominována do žebříčku Time 100, seznamu nejvlivnějších lidí světa.

## Osobní život

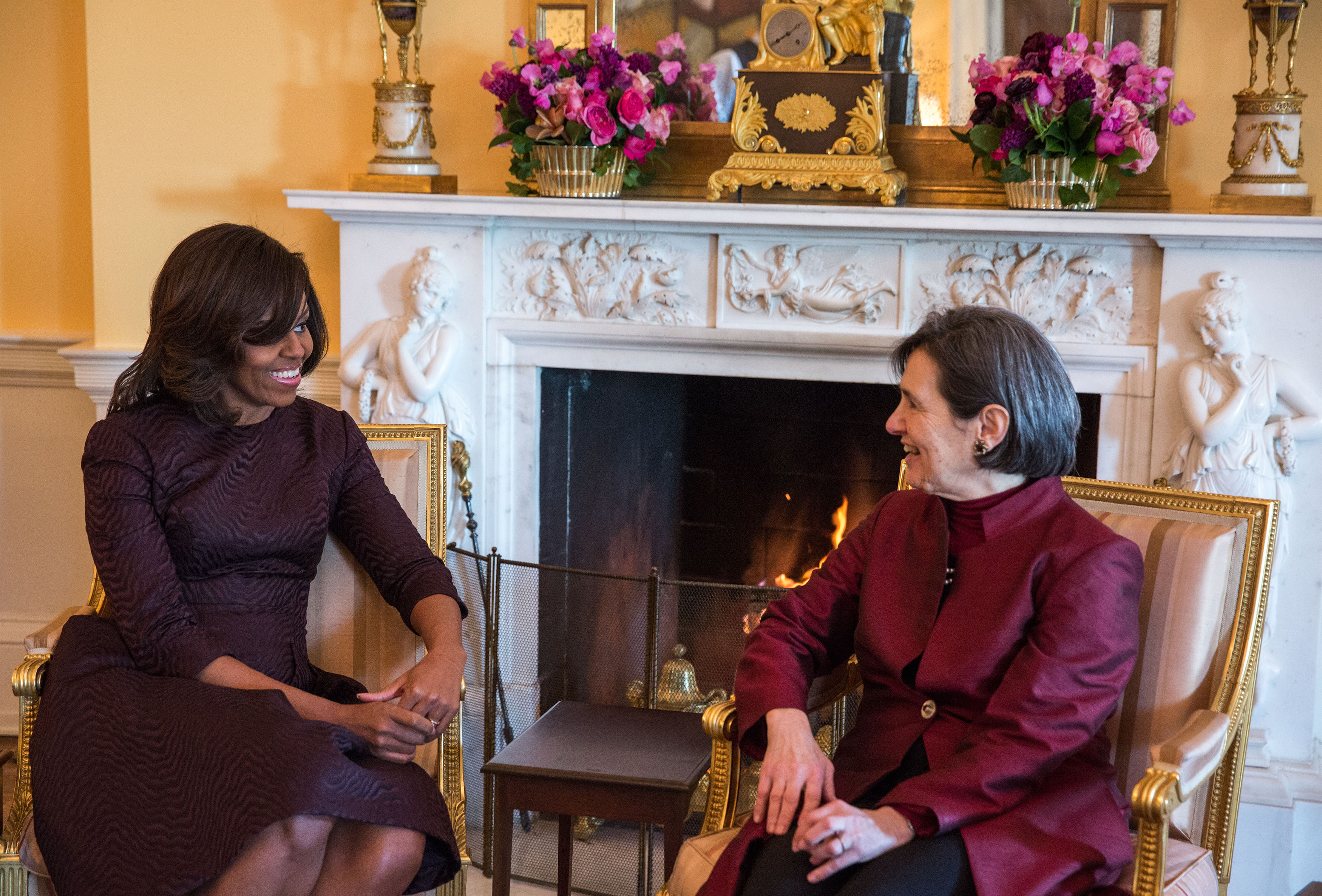
Michelle Obamová pořádá čaj s Rulou Ghanáovou, 2015

Rula Ghaníová se narodila jako Rula Sádeová nebo Roula Sádéová a vyrostla v Libanonu. V roce 1969 promovala na Sciences Po ve Francii. V roce 1974 dokončila magisterské studium politických studií na Americké univerzitě v Bejrútu, kde se seznámila se svým budoucím manželem Ašrafem Ghaníem.
Pár se vzal v roce 1975 a má dvě děti: dceru Mariam Ghaníovou, výtvarnou umělkyni z Brooklynu, a syna Tárika. Rula Ghaníová v roce 1983 získala na Kolumbijské univerzitě v New Yorku další magisterský titul v žurnalistice. Do Afghánistánu se vrátila v roce 2003.
Ghaníová má občanství Afghánistánu, Libanonu a Spojených států amerických. Údajně mluví arabsky, anglicky, francouzsky, paštunsky a darí.

### Od roku 2014
Při své prezidentské inauguraci v roce 2014 Ghaní veřejně své manželce poděkoval. „Chci poděkovat své partnerce Bibi Gul za podporu mě a Afghánistánu,“ řekl prezident Ghaní. „Vždy podporovala afghánské ženy a doufám, že v tom bude pokračovat.“ Historik Alí A Olomi v roce 2017 řekl, že po precedentu afghánské královny Sorajy by Rula Ghaníová mohla pomoci přinést skutečnou změnu pro práva žen v zemi.
Jako první dáma byla Ghaníová zastánkyní práv žen.
Dne 15. srpna 2021, kdy Tálibán dobyl Kábul, uprchla Ghaníová se svým manželem, dětmi a dvěma blízkými pomocníky z Afghánistánu; Arg, afghánský prezidentský palác, byl Tálibánem dobyt o několik hodin později. Dne 18. srpna 2021 uvedla vláda Spojených arabských emirátů, že Ghaníovi jsou na jejich území.